# 李章洙 (導演)
李章洙（1960年4月5日—），韓國電視劇導演，常見錯譯為李章秀。

## 作品

### 電視劇
- 1995年：SBS《車神傳說》
- 1997年：SBS《浪漫風暴》
- 1998年：SBS《愛你愛你》
- 2001年：SBS《美麗的日子》
- 2002年：SBS《射星》
- 2003年：SBS《天國的階梯》
- 2004年：SBS《愛在哈佛》
- 2006年：SBS《天國的樹》
- 2010年：SBS《Road No. 1》

### 製作作品
- 2011年：MBN《來了來了終於來了》
- 2018年：tvN《Cross》

### 電影
- 2009年：《情人眼裡出西施》
- 2016年：《樂園》

## 外部連結
- Jang Soo Lee在互联网电影资料库（IMDb）上的資料（英文）
- NAVER搜索